# Miguel Ángel Bustillo Lafoz
Miguel Ángel Bustillo Lafoz (Saragossa, Aragó 9 de setembre de 1946 - Reus, Baix Camp, 3 de setembre de 2016) fou un futbolista aragonès de les dècades de 1960 i 1970. Va jugar al Reial Saragossa, FC Barcelona i CD Málaga. Era un davanter promesa que va fitxar pel Barça i el dia del seu debut en el Bernabeu, va ficar dos gols pels blaugranes i va rebre una entrada del defensa del Real Madrid Pedro de Felipe, que el va deixar quasi inactiu, i no va poder tornar jugar al mateix nivell.

## Trajectòria
Va començar a destacar al Reial Saragossa, fet que propicià el seu fitxatge el FC Barcelona el 1969. Amb el Barça jugà tres partits i marcà dos gols, ambdós enfront del Reial Madrid, en un partit en el qual fou lesionat pel jugador del Madrid Pedro de Felipe. Després de la lesió, el jugador no tornà a al nivell futbolístic anterior, que l'havia portat a jugar cinc partits amb la selecció espanyola, mentre jugava al Saragossa. El 1972 fitxà pel CD Málaga on acabà la seva carrera. Ja retirat, torna a Catalunya i s'instal·la a Vilafortuny, Cambrils, com hoteler a la Costa Daurada.

## Palmarès
- Copa espanyola:
  - 1971